# Big Fat Liar
(tagline del film.)
Big Fat Liar è un film del 2002 diretto da Shawn Levy.

## Trama
Il film narra la storia di Jason Shepherd, un ragazzo che dice un sacco di bugie a tutti, alla sua famiglia ed anche a scuola. Per punizione gli viene assegnato un tema da fare a casa su qualsiasi cosa e Jason piano piano si appassiona scrivendo un lunghissimo racconto. Il giorno dopo sta per fare tardi a scuola ma chiede un passaggio al noto produttore Marty Wolf che accetta di accompagnarlo. Jason dimentica il tema nella macchina e Marty lo legge e capisce che il tema è un racconto fantastico che potrebbe diventare un film degno di Hollywood, così lo ruba negando il riconoscimento a Jason. Il ragazzo farà di tutto per convincere i suoi genitori che è l'autore di questo racconto, che sta per diventare un film hollywoodiano.
Jason assieme alla sua amica del cuore Kaylee sbarca quindi ad Hollywood, per far confessare a Marty Wolf che, appunto, è lui l'autore del racconto.
Il produttore però cerca di sbarazzarsi del ragazzo, ma Jason non si dà per vinto e insieme alle persone snobbate e ridicolizzate da Wolf farà di tutto per fargliela pagare.

## Distribuzione
Il film venne distribuito nelle sale statunitensi l'8 febbraio 2002, mentre in Italia è uscito direttamente per il mercato home video l'8 gennaio 2003.

## Sequel
Nel 2017 è uscito il sequel del film, intitolato Big Fat Liar 2 - Una bugia ancora più grossa a Seattle.